# Phantia crucispina
Phantia crucispina är en insektsart som beskrevs av Dlabola 1989. Phantia crucispina ingår i släktet Phantia och familjen Flatidae. Inga underarter finns listade i Catalogue of Life.